# 維崖
77°38′S 167°45′E / 77.633°S 167.750°E
維崖（英語：Vee Cliffs）是南極洲的山崖，位於羅斯島南岸，長7公里，處於特羅爾冰川和奧羅拉冰川之間，由英國探險隊命名，現時由南極條約體系管理。